# Live at Rosy’s
Live at Rosy’s ist ein Jazzalbum von Sarah Vaughan. Der Mitschnitt entstand am 31. Mai 1978 bei einem Auftritt der Sängerin im Jazzclub Rosy’s in New Orleans und erschien am 25. März 2016 bei Resonance Records.

## Hintergrund
Sarah Vaughan war 54 Jahre alt und mitten in einem erfolgreichen Comeback; in dieser Phase nahm die Sängerin eine Reihe von Alben für den Produzenten Norman Granz auf dessen Pablo-Label auf und trat in einer Reihe kleiner Clubs auf der ganzen Welt auf. Begleitet wurde sie von einem Trio, bestehend aus Walter Booker am Bass, Jimmy Cobb am Schlagzeug und dem jungen Arrangeur Carl Schroeder am Klavier. Das ist die Gruppe, die auch auf den beiden CDs Live at Rosy’s zu hören ist. Im Mai 1978, nicht lange nach der ersten Veröffentlichung bei Pablo, kam Vaughan für eine Woche in New Orleans bei Rosy’s an, einem Jazzclub im Besitz der 21-jährigen Rosalie Wilson.
Der Auftritt wurde für das NPR-Programm Jazz Alive aufgenommen; einige Jahre vor Erscheinen des Albums erzählte Tim Owens, der die Serie produziert hatte, Zev Feldman, dem Co-Chef von Resonance Records, von der Existenz von Tonbändern, auf denen sich die stundenlange Sendung der Show ungekürzt befinden würde. Vaughan interpretierte hauptsächlich ihr reichhaltiges Repertoire an Standards, so I’ll Remember April, I Fall in Love Too Easily, East of the Sun, Time After Time, und natürlich Send in the Clowns. Auch die „leichtherzige Vaughan“ sei zu erkennen, schrieb Christopher Loudon, hört man sich etwa Disc 1, Track 9 an, als sie ins Publikum nach Songwünschen ruft und A-Tisket A-Tasket vernimmt, von jemandem, der sie anscheinend mit Ella Fitzgerald verwechselt hat, die vor 40 Jahren damit einen großen Hit hatte. Das veranlasste Vaughan todernst zu sagen: „Nun, ich will verdammt sein … Er denkt, ich bin Lena Horne“. „Aber dann werde ich Ihnen sagen, wer ich bin“, um dann in die Melodie einzutauchen, in einer exakt zutreffenden Nachahmung von Ellas kleiner Mädchenstimme.
Ergänzt wird die Edition durch Essays von James Gavin und Will Friedwald sowie Interviews mit Wilson, Jimmy Cobb, Walter Booker und Vaughans einziger Label-Kollegin, der Sängerin Helen Merrill.

## Titelliste

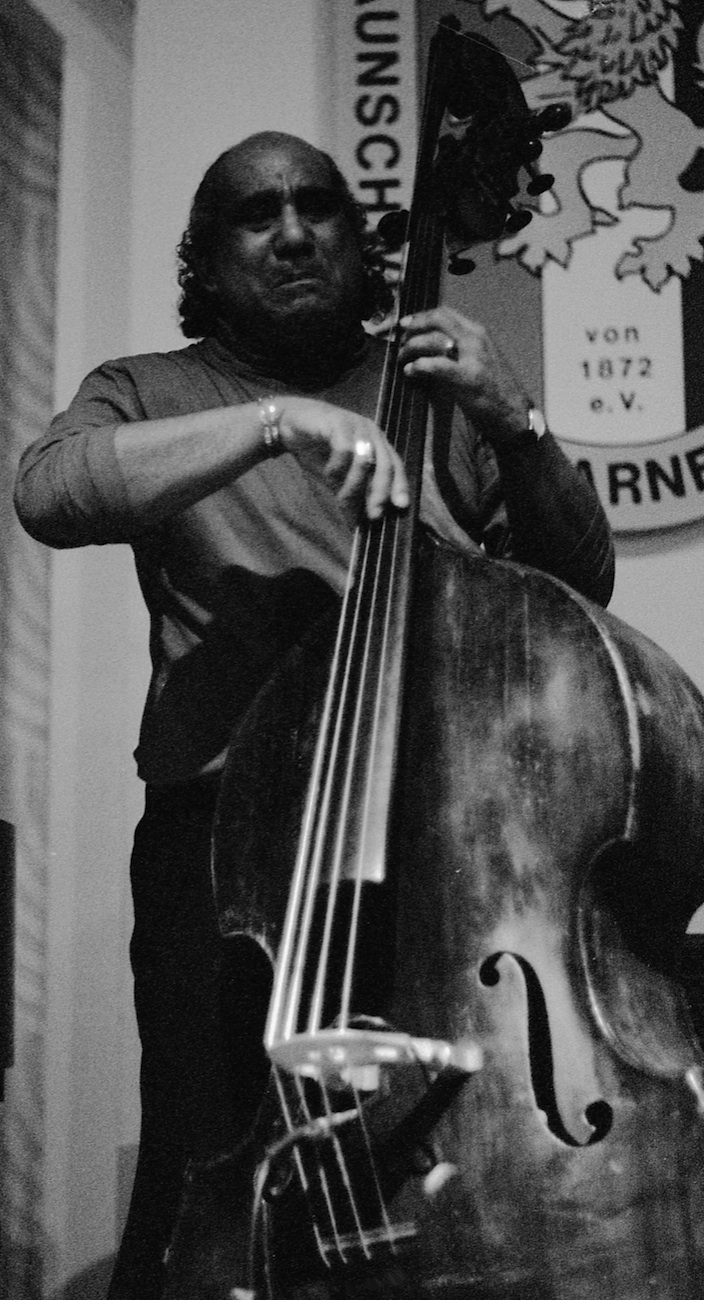
Walter Booker

Sarah Vaughan: Live at Rosy’s (Resonance Records – HCD-2017)
CD 1
1. I’ll Remember April (Gene DePaul / Patricia Johnston / Don Raye) 3:45
2. I Fall in Love to Easily (Sammy Cahn / Jule Styne) 3:42
3. Band (Intro) 1:29
4. East of the Sun (Brooks Bowman) 3:08
5. I’ve Got a Lot of Living to Do (Charles Strouse) 2:13
6. Time After Time (Sammy Cahn / Jule Styne) 3:45
7. Somebody Loves Me (Buddy DeSylva / George Gershwin / Ballard MacDonald) 2:06
8. Poor Butterfly (John Golden / Raymond Hubbell) 4:57
9. A A-Tisket A-Tasket (Van Alexander / Ella Fitzgerald) 1:49
10. Send in the Clowns (Stephen Sondheim) 6:00
11. Sarah’s Blues (Walter Booker / Jimmy Cobb / Carl Schroeder / Sarah Vaughan) 7:47

CD 2
1. The Man I Love (George Gershwin / Ira Gershwin) 4:45
2. I Got It Bad (and That Ain’t Good) (Duke Ellington / Paul Francis Webster) 5:12
3. Watch What Happens (Jacques Louis Demy / Norman Gimbel / Michel Legrand) 2:43
4. If You Went Away (Ray Gilbert / Marcos Valle / Paulo Sérgio Valle) 5:39
5. I Could Write a Book (Lorenz Hart / Richard Rodgers) 3:00
6. I Remember You (Johnny Mercer / Victor Schertzinger) 5:01
7. Fascinating Rhythm (George Gershwin / Ira Gershwin) 4:00
8. Everything Must Change (Benard Ighner) 6:46
9. Like Someone in Love (Johnny Burke / James Van Heusen) 2:40
10. My Funny Valentine (Lorenz Hart / Richard Rodgers) 5:17
11. Ending Theme 1:08

## Rezeption
Fred Kaplan schrieb in Sterophile, „Sarah, The Divine One, hat eindeutig eine großartige Zeit, singt Oktaven, hält ganze Töne mit einem Samt-Vibrato, verwandelt Balladen in Vamps, Vamps in Geschwindigkeitsfeste und manchmal singt sie auch gerade und eben. Sie zeigt auch ein tolles Comic-Flair.“ Die Klangqualität des Mitschnitts, sei bis auf die Wiedergabe des Schlagzeug, die etwas dünn ausfalle, als sehr gut zu bezeichnen.

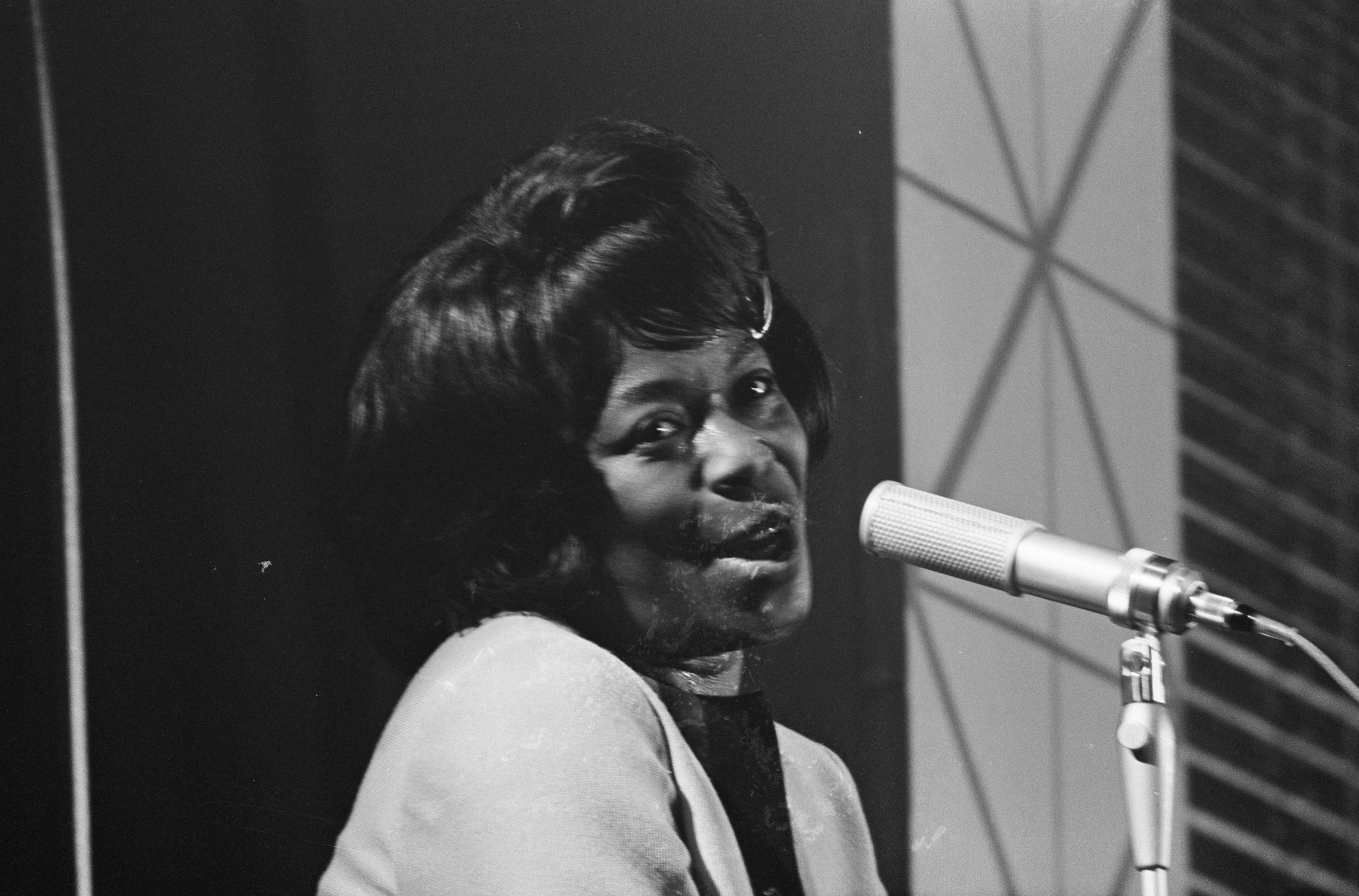
Sarah Vaugha bei einem Auftritt im Kurhaus Scheveningen 1963

Nach Ansicht von Christopher Loudon, der das Album in JazzTimes rezensierte, war Sarah Vaughan „in beispielhafter Form: locker, fantasievoll und energiegeladen, ihre Tendenz zur Überstilisierung in der Karriere wird weitgehend in Schach gehalten.“ In dem Set ausschließlich mit Standards bevorzuge sie die Darbietung von Balladen, ein Metier, in dem sie sich wie keine Zweite auskenne, einschließlich ihrer Erkennungsmelodien wie The Man I Love, Poor Butterfly und Send in the Clowns. Obwohl der Mitschnitt nie für eine kommerzielle Veröffentlichung bestimmt war, sei die Klangqualität dieser 22 Tracks, die sich über 90 Minuten erstrecken, hervorragend.
Roy Booth meinte in Jazz Views: „Diese Aufnahmen zeigen Sarah Vaughan in ihrer Lieblingsumgebung mit einem Trio bei einem Live-Gig. In diesem Fall klingt sie besonders entspannt und hat Spaß. Obwohl Sarah Vaughan während ihrer Karriere viele verschiedene Songs für ihre Live-Gigs aufgenommen hatte, neigte sie dazu, mit geringfügigen Änderungen an der gleichen Songliste festzuhalten, aber Poor Butterfly und My Funny Valentine waren Ausgangsmaterial, sangs sie jedoch immer mit Tiefe und Engagement.“ Das Trio bei diesem Gig sei eines, mit dem die Sängerin seit einiger Zeit gearbeitet habe, was zu der entspannten Atmosphäre beitrage. Walter Bookers Bass ist die einzige Begleitung zu einem entspannten East of the Sun, der sich als eine der besten Versionen dieses Titels erweise, die je aufgenommen wäre.
Als die Höhepunkte des Mitschnitts bezeichnet der Autor das hübsche Watch What Happens mit hervorragender Klavierbegleitung von Carl Schroeder, sowie „eine tief empfundene Version von ‚If You Went Away‘, die Sarah von ihrer besten Seite zeigt und erneut Carl Schröder hervorsticht.“ Benard Ighners Every Thing Must Change sei kein Song, den viele Sänger wegen ihrer Komplexität anpacken würden, aber Sarah Vaughan habe keine Schwierigkeiten damit. Der Mitschnitt sei einer der besten Beispiele von Sarah in einer Live-Situation, die zudem auch in besonders guter Form mit hervorragender Begleitung sei, so Roy Booth’ Resümee.
Mark Smotroff meinte in Audiophile, es sei immer ein willkommenes Ereignis, wenn eine neue Aufnahme der Jazzlegende Sarah Vaughan erscheine. Es ist noch aufregender, wenn die Aufnahme von hoher Qualität und noch aufregender ist, wenn sie eine etwas unterdokumentierte (und in manchen Fällen vielleicht unterbewertete) Phase ihrer Karriere darstellt. Dies sei der Fall bei Live at Rosy’s. „Auf jeden Fall ist es schön, eine neue, fast vollständige Show aus dieser Zeit in hervorragender Treue zu haben und eine Band zu dokumentieren, die sie mit Hunderten von Auftritten auf der Bühne spielte“. Die Synergie ihrer gemeinsamen Leistung zeige sich auch Rosy’s; diese Spieler „sind alle auf einer magischen Ebene im Einklang, locker, aber reaktionsschnell, eng, aber frei, unterstützen sich gegenseitig und vor allem unterstützen sie Sarah.“
„Der Sound dieses CD-Sets ist grandios“, so Smotroff weiter. „Sarahs Stimme ist tiefer und runder als ihre jugendlicheren Aufnahmen aus den 50er und frühen 60er-Jahren, aber nicht weniger dynamisch. Tatsächlich ist sie zweifellos dynamischer und erstreckt sich über die Oktaven von reichen, resonierenden Growls bis hin zu den süßesten Trillern.“ Zu den Favoriten des Autors auf diesem Set gehört eine „fabelhafte Version von Stephen Sondheims ‚Send in the Clowns‘; bei George Gershwins „Fascinating Rhythm“ bricht sie die Melodie in der Mitte mit einer unechten Anlehnung an Bach und die Swingle Sisters ab und unterstreicht die musikalische Verbindung.“
Ihre Version von Everything Must Change sei eine düstere, aber hinreißende Darbietung, die von einem ergreifenden Klavier begleite werde, vergleichbar Stevie Wonders All in Love is Fair.